# スティン・デ・シュメト
スティン・デ・シュメット（ステイン・デ・スメト、Stijn De Smet、1985年3月27日 - ）は、ベルギー・ブルージュ出身の元同国代表サッカー選手。現役時代のポジションはフォワード。

## 代表歴
U-19代表として2004年にスイスで開催されたUEFA U-19欧州選手権に出場した。U-21ベルギー代表としてUEFA U-21欧州選手権2007に出場しベスト4になり、北京オリンピックの出場権を獲得すると、本選にも出場し4位になった。2008年のモロッコ代表戦でベルギー代表デビューを果たした。

## 所属クラブ
- 2003-2009  サークル・ブルッヘ
- 2009-2013  KAAヘント

→2011-2012  KVCウェステルロー
→2012-2013  ワースラント＝ベフェレン
- 2013-2018  KVコルトレイク
- 2018-2019  KSVルーセラーレ
- 2019-2020  KSKヴォールワート・ズウェーフェゼーレ